# ヘンリー・メイン

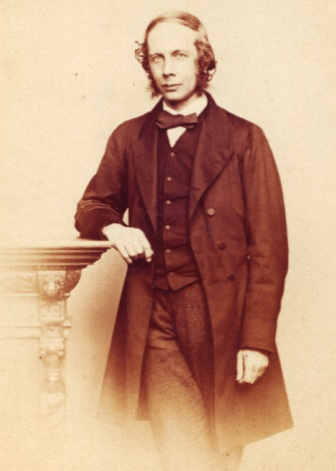
ヘンリー・メイン

サー・ヘンリー・ジェームス・サムナー・メイン（英: Sir Henry James Sumner Maine, KCSI、1822年8月15日 - 1888年2月3日）は、イギリスの法学者・社会学者・政治評論家。イギリスにおける歴史法学の創始者とされている。

## 人物
早くから秀才として名高く、1847年に25歳で母校ケンブリッジ大学の教授となり、民法を7年間教えた。だが、次第に法学部の授業の無味乾燥ぶりに疑問を抱き始め、1850年には弁護士資格を取って授業の傍ら、法曹や社会運動にも参加するようになった。そんな時、サヴィニーの歴史法学の動きを知って法と文明の起源の探究に関心を抱き、ローマ法とイギリス法・スラブ法の比較研究に取り組むようになった。1852年にはロンドンの法学院教授に招かれ、ローマ法を講義して博識と語り口の上手さで評判を得た。
1861年にはこれまでのローマ法研究の成果を『古代法』 (Ancient Law) として発表し、法学や社会を理解するにはその背景にある歴史の理解が重要であると説き、法理論に歴史学及び比較法学の理論を導入して史料による基礎付けを行おうとした。同書の中で家父長制血縁集団から発生した身分法が、集団の連合による社会の形成によって契約法へ進化していく過程を描くとともに、血縁的関係と地縁的関係という対立概念の存在を唱え、その後のイギリス法及び法制史研究に大きな影響を与えた。また、政治的には保守主義の立場に立ち、1857年にはイギリス東インド会社廃止論争に参加して廃止反対論を唱えた。この論争で注目され、同書の刊行当時にはイギリス政府よりインド総督府の参事会法務官としてインドにおける立法への参画を依頼されるようになった。病弱だったため、インドの自然環境の厳しさを重く見た主治医に「インドに行ったら3か月持たない」と翻意を促されたことから一旦は辞退を申し出たが、たび重なる要請とインドの法制に対する関心から1863年にインドに赴任し、後にカルカッタ大学副学長を兼務した。ここでは仕事の傍らインド法制史の研究に励み、1869年に帰国した頃にはすっかり壮健体となっており、周囲を驚かせたという。この年にはオックスフォード大学で比較法学の教授となり、1871年にはインドの星勲章を授与され、1877年にはケンブリッジ大学トリニティ・ホールの学長となったうえ、1887年には同大学の国際法教授となった。この間に1871年に『東と西の村落共同体』 (Village Communities in the East and the West) など、インド法制史研究の成果をイギリス法制史に生かす著作を著した。一方、1885年には唯一の政治学の著書である『民衆政治』 (Popular Government) を著し、保守主義の立場から自然状態説を批判している。
1888年に静養先のフランス・カンヌで病死した。